# Andrei Neagoe
Andrei Neagoe, né le 24 avril 1987, est un footballeur roumain.
Il évolue habituellement comme milieu de terrain.

## Carrière
Andrei Neagoe joue successivement dans les équipes suivantes : Club Sportiv Mioveni, FC Unirea Urziceni, FC Argeș Pitești, Club Sportiv Mioveni, FC Progresul Bucarest, FC Unirea Urziceni, CSM Studențesc Iași, UT Arad, CSM Râmnicu Vâlcea, FC Farul Constanța, AS Damila Măciuca et CSM Râmnicu Vâlcea.